# Residència Sanitària (Lleida)
Residència Sanitària és una obra de Lleida protegida com a bé cultural d'interès local.

## Descripció
Centre hospitalari, aïllat a l'horta, a dos km de Lleida. Un sol bloc de sis nivells amb distribució entorn d'un eix longitudinal orientat al nord. Façana d'obra vista amb finestres molt ordenades. S'emfatitza l'accés amb una marquesina.
El nucli principal d'accessos és situat al mig i dos nuclis auxiliars ho són als extrems. Té una cabuda de 275 llits.
Estructura de formigó, tancament de maó i coberta plana transitable.